# Blankenberge

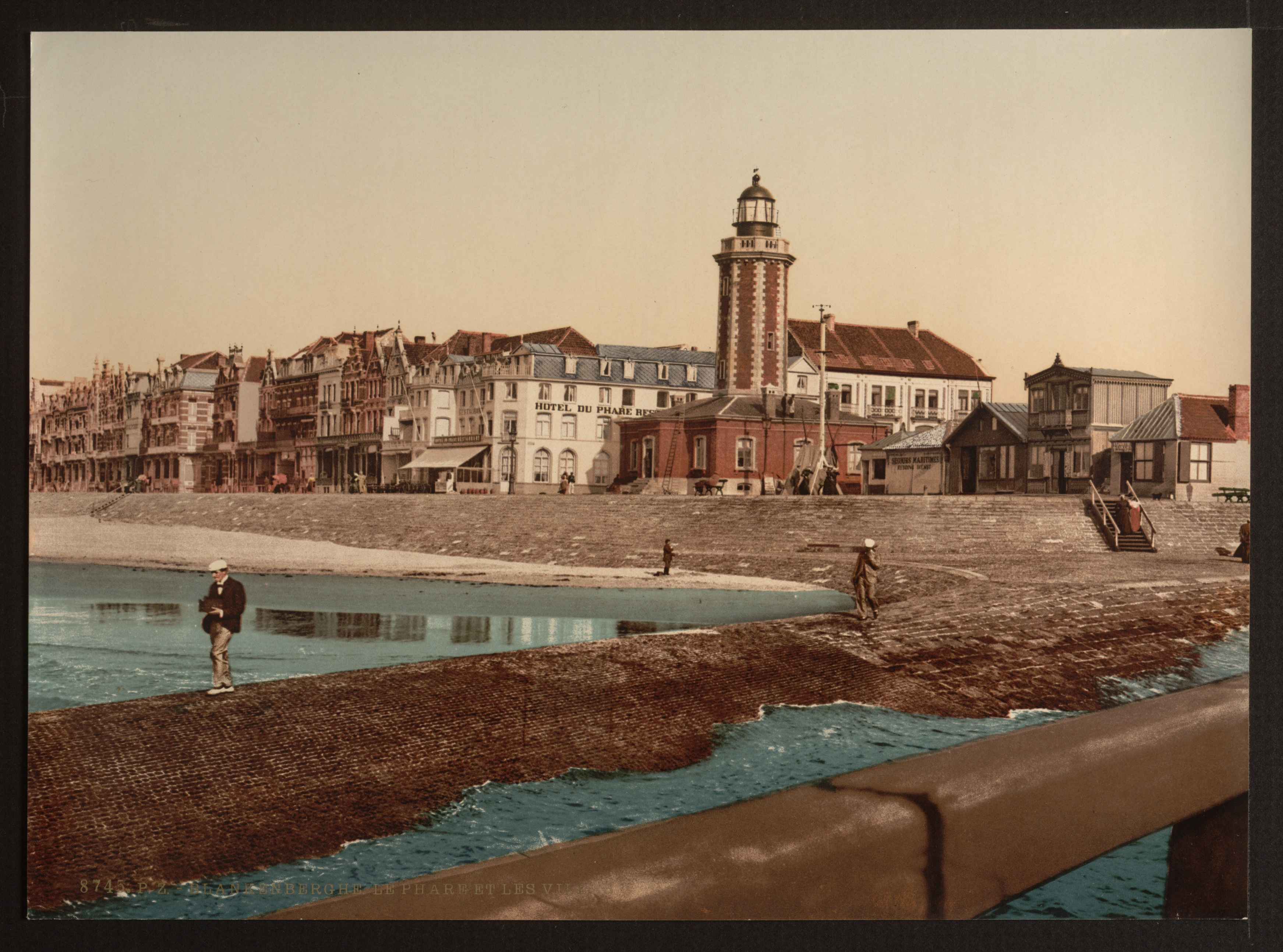
Il paese tra il 1890 e il 1900

Blankenberge (in francese antico Blankenberghe) è una città e comune di lingua neerlandese del Belgio situata nella provincia della Fiandra occidentale.
È considerata una delle stazioni balneari più conosciute sul mare del Nord, tra Bruges e De Haan (Le Coq).
La popolarità di Blankenberge la rende in ogni contesto una delle località marittime più frequentate sulla costa. Tutte le attività si trovano attorno all'immensa spiaggia nei pressi della diga, con numerosi negozi, caffè, ristoranti e sale da tè.

## Storia
Questa regione ha avuto insediamenti risalenti alla preistoria e fu occupata dai romani e dai galli-romani, dei quali però esistono poche tracce. Del paesaggio litoraneo originale non resta quasi nulla perché esso è stato rimodellato artificialmente.
Questa località iniziò a svilupparsi grazie al turismo principalmente proveniente dalle grandi città adiacenti come Bruges a partire dal 1750.

## Monumenti e luoghi d'interesse
- Chiesa di San Rocco, edificata sul finire del XIX secolo.

## Ricorrenze
- Sfilata carnevalesca
- Marcia di due giorni, il primo fine settimana di maggio [1]
- Klankenberge
- Sfilata dei fiori, l'ultima domenica di agosto

## Scuole

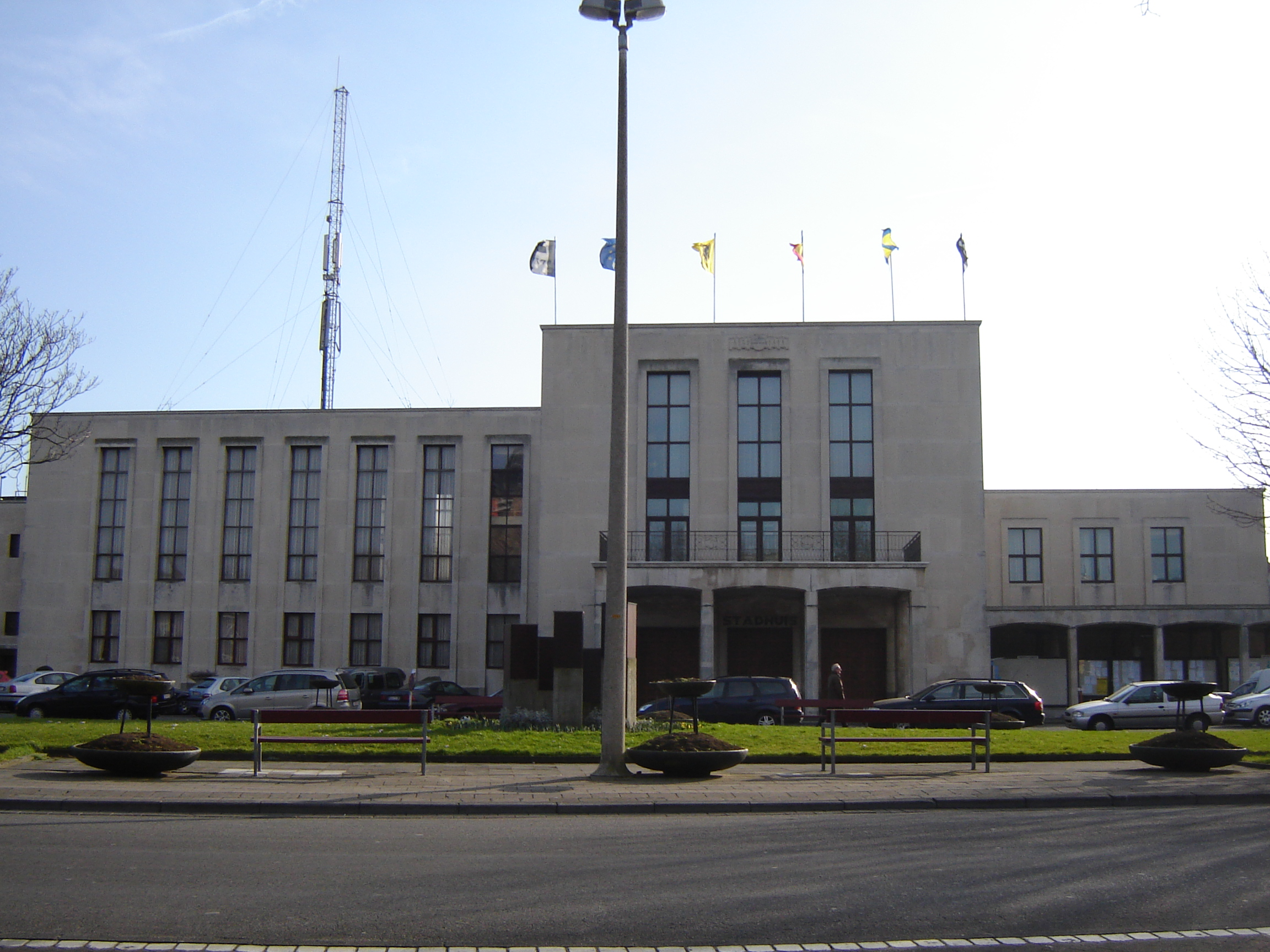
Municipio

A Blankenberge vi sono due scuole principali:
- Sint-Pieterscollege • Sint-Jozefshandelsschool
- Maerlant-Middenschool • Maerlant Atheneum

## Amministrazione

### Gemellaggi
- Chikura[2]

## Galleria d'immagini

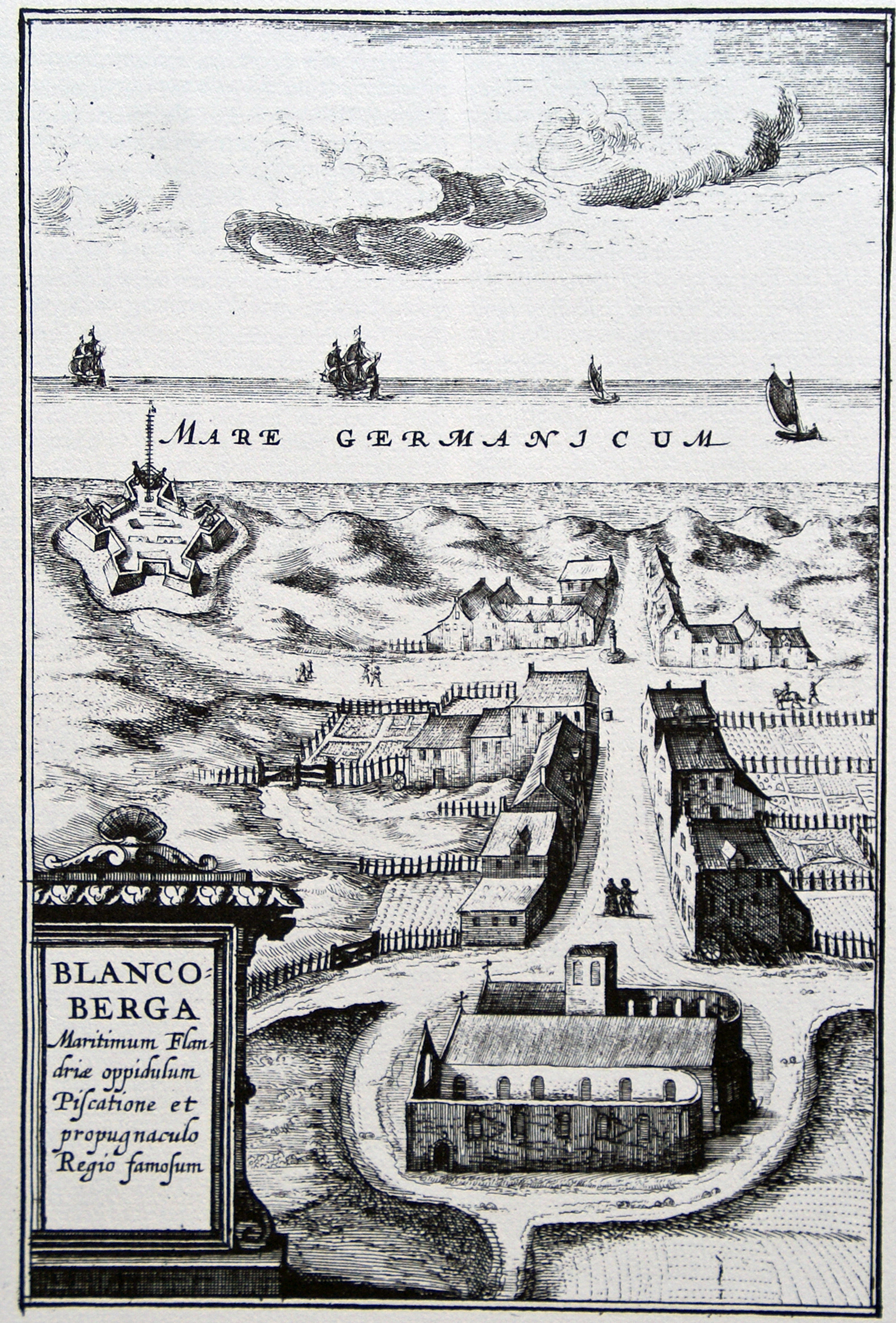
Blankenberge nel 1641
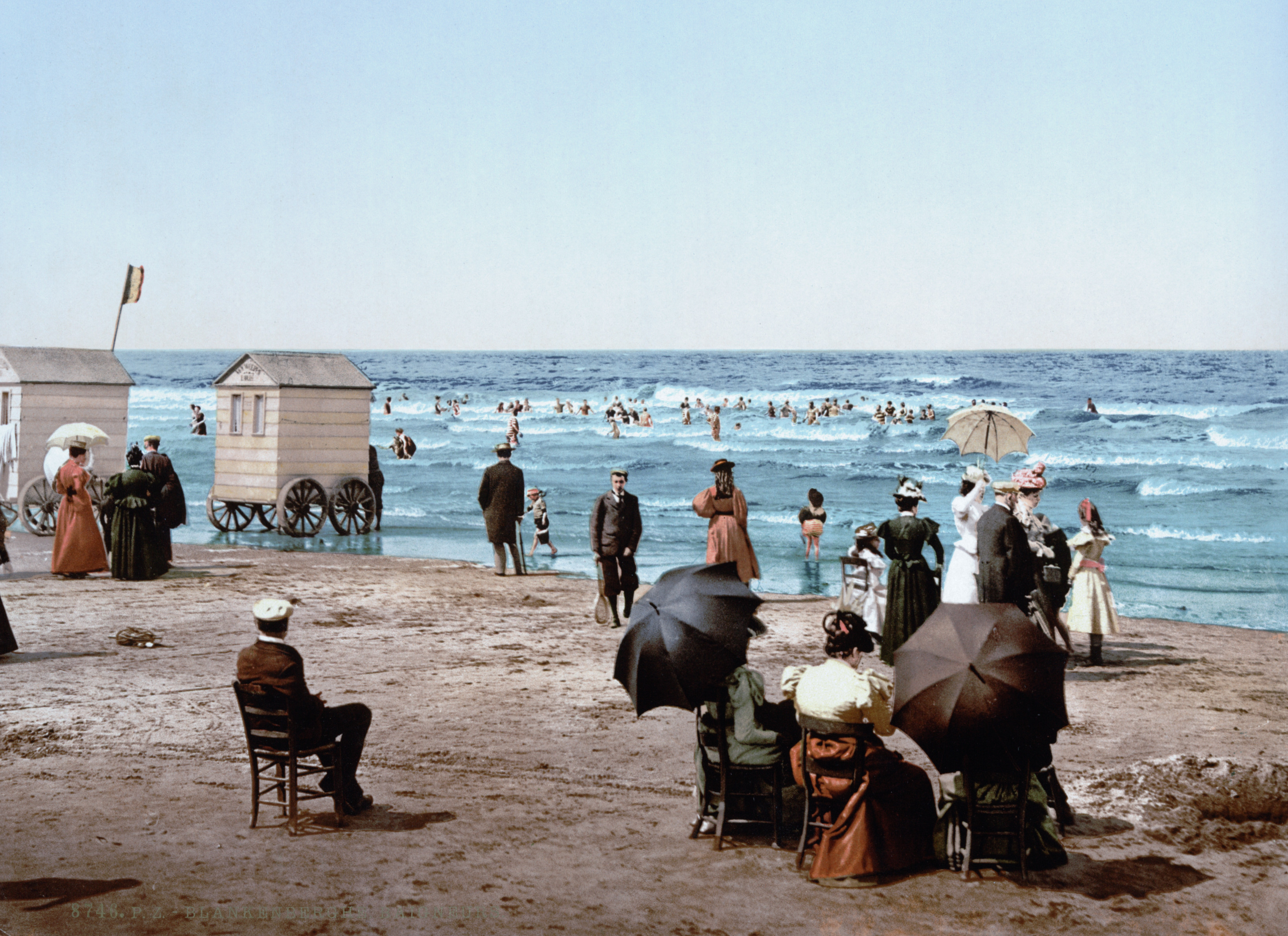
La spiaggia di Blankenberge circa 1895
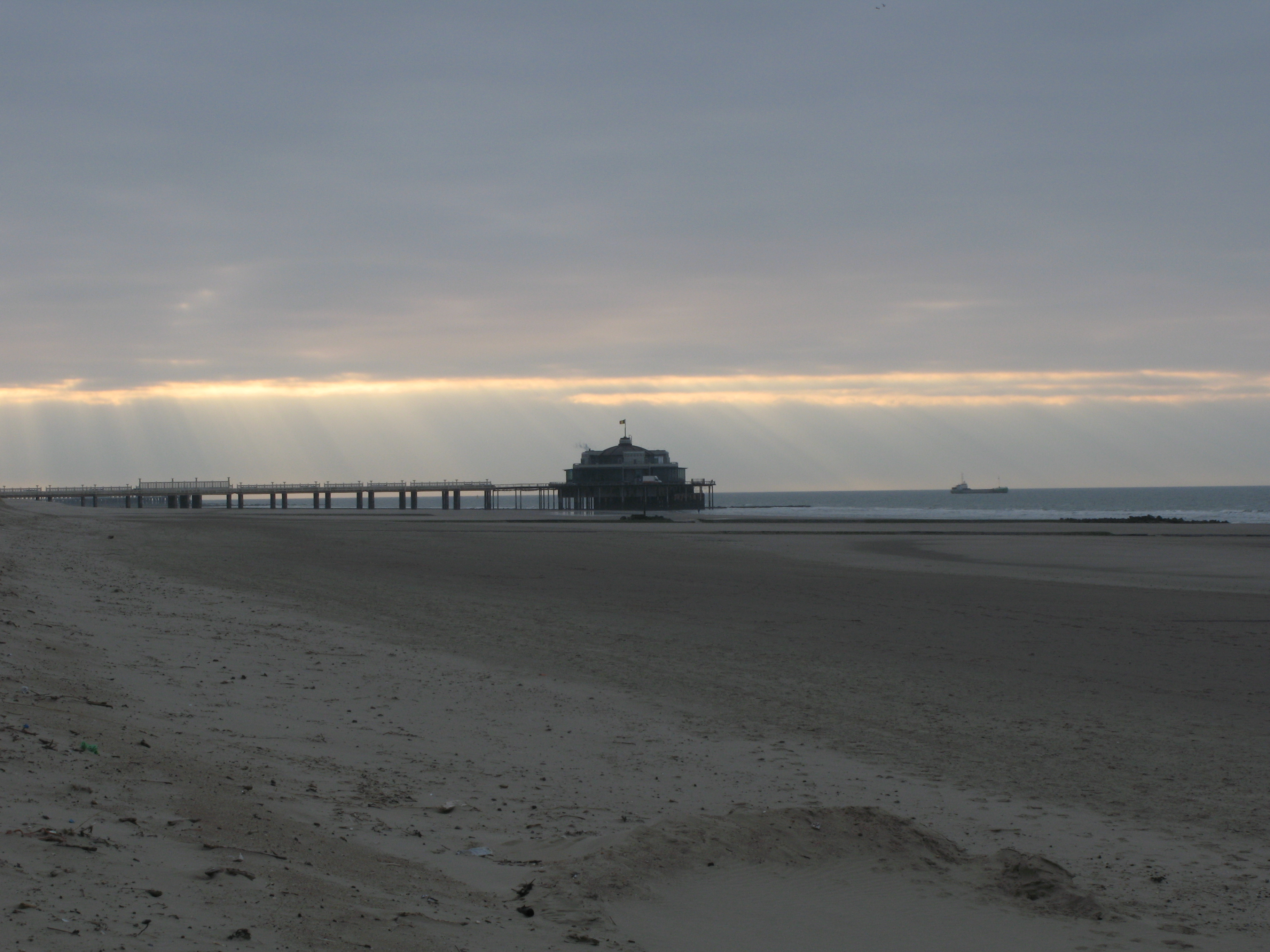
Il litorale
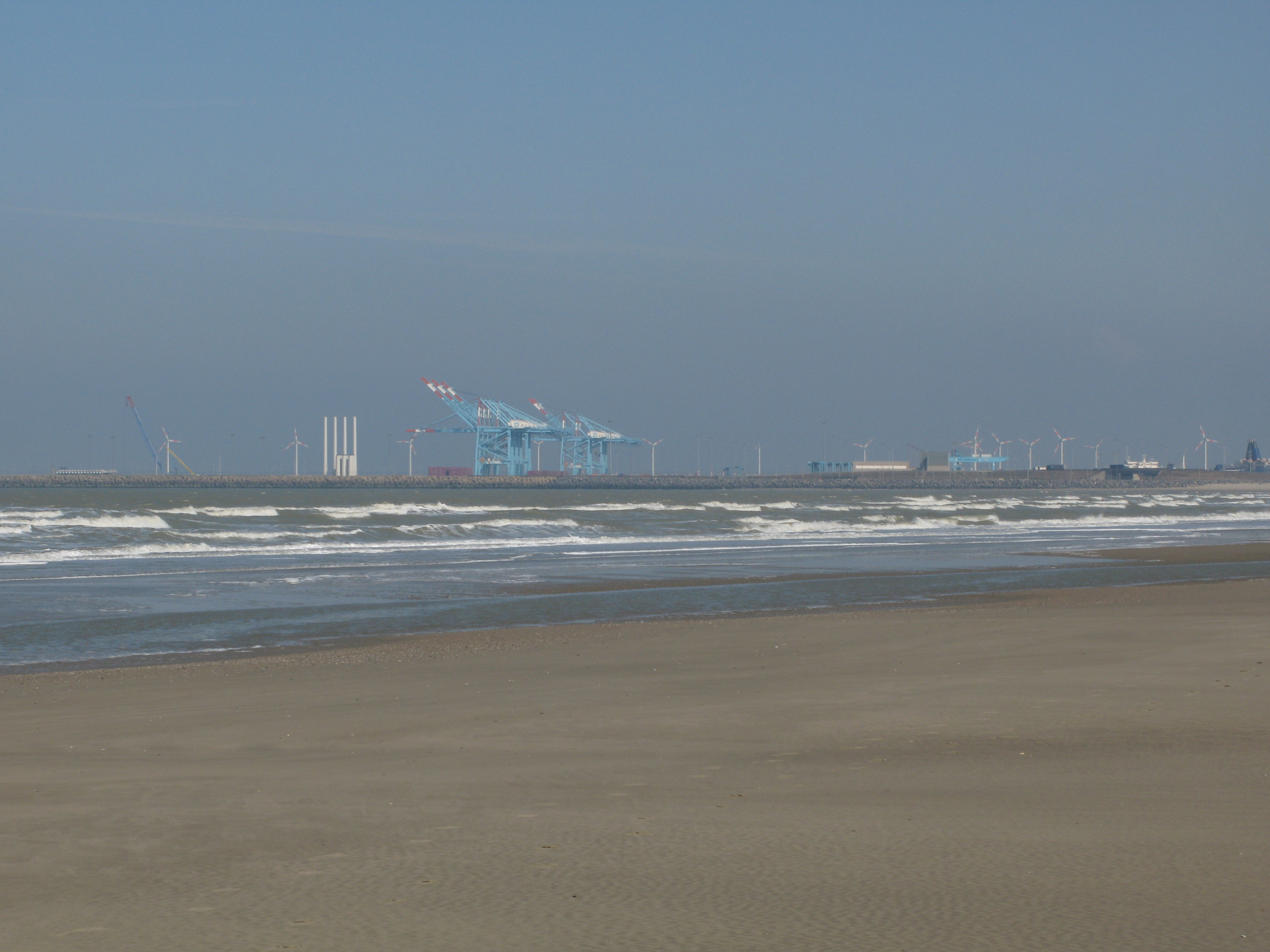
Il litorale
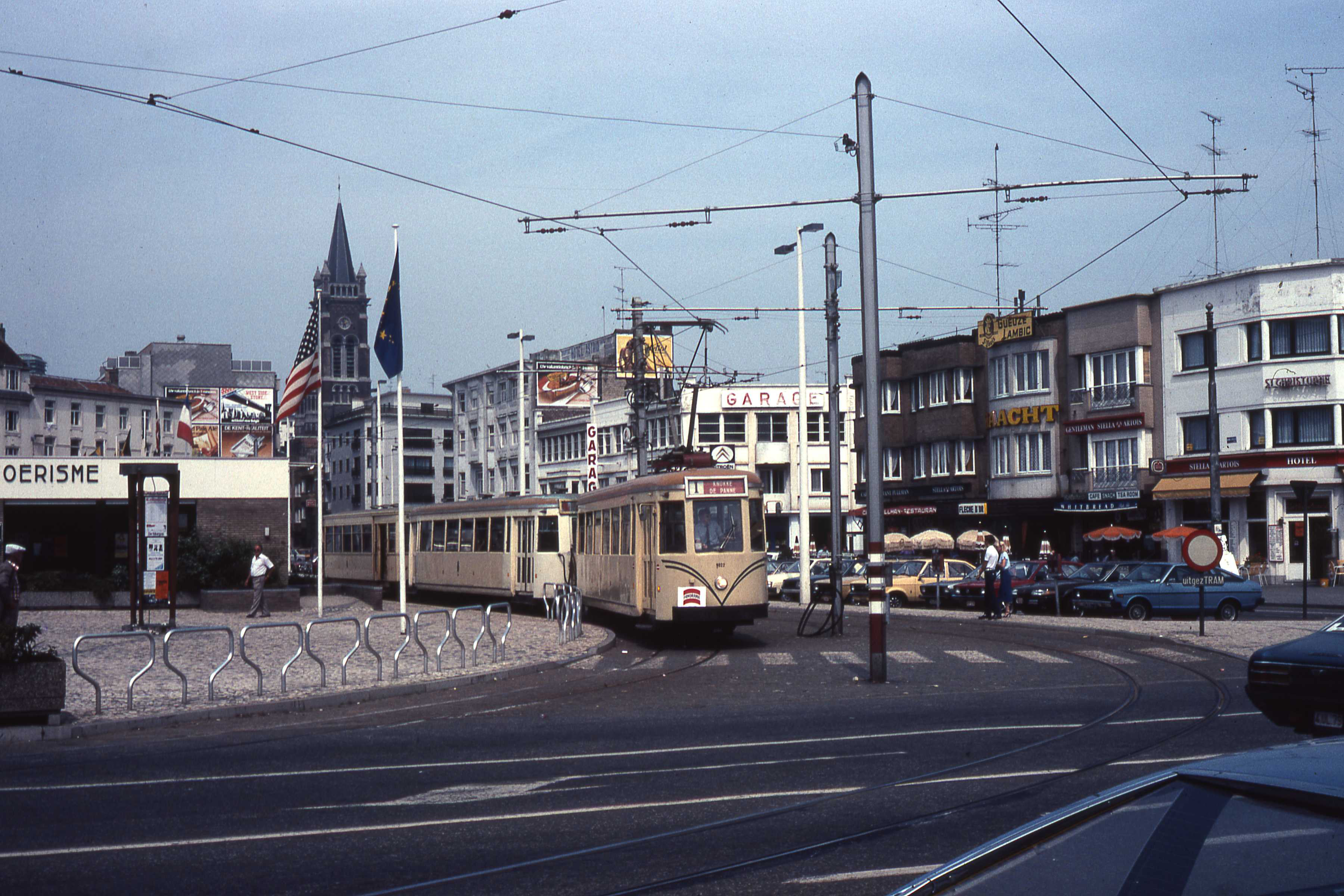
Tram nel 1980
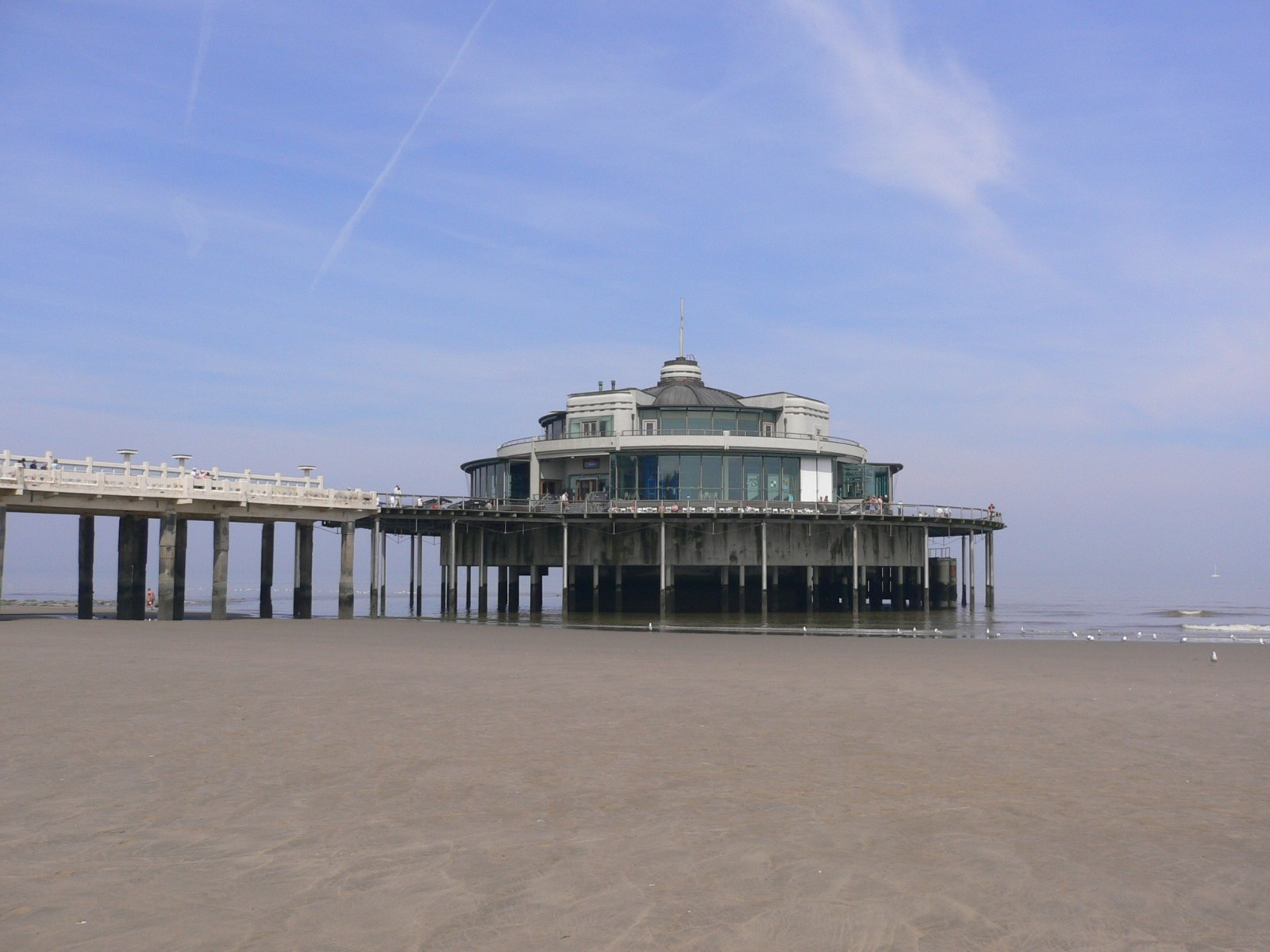
Seaside pier
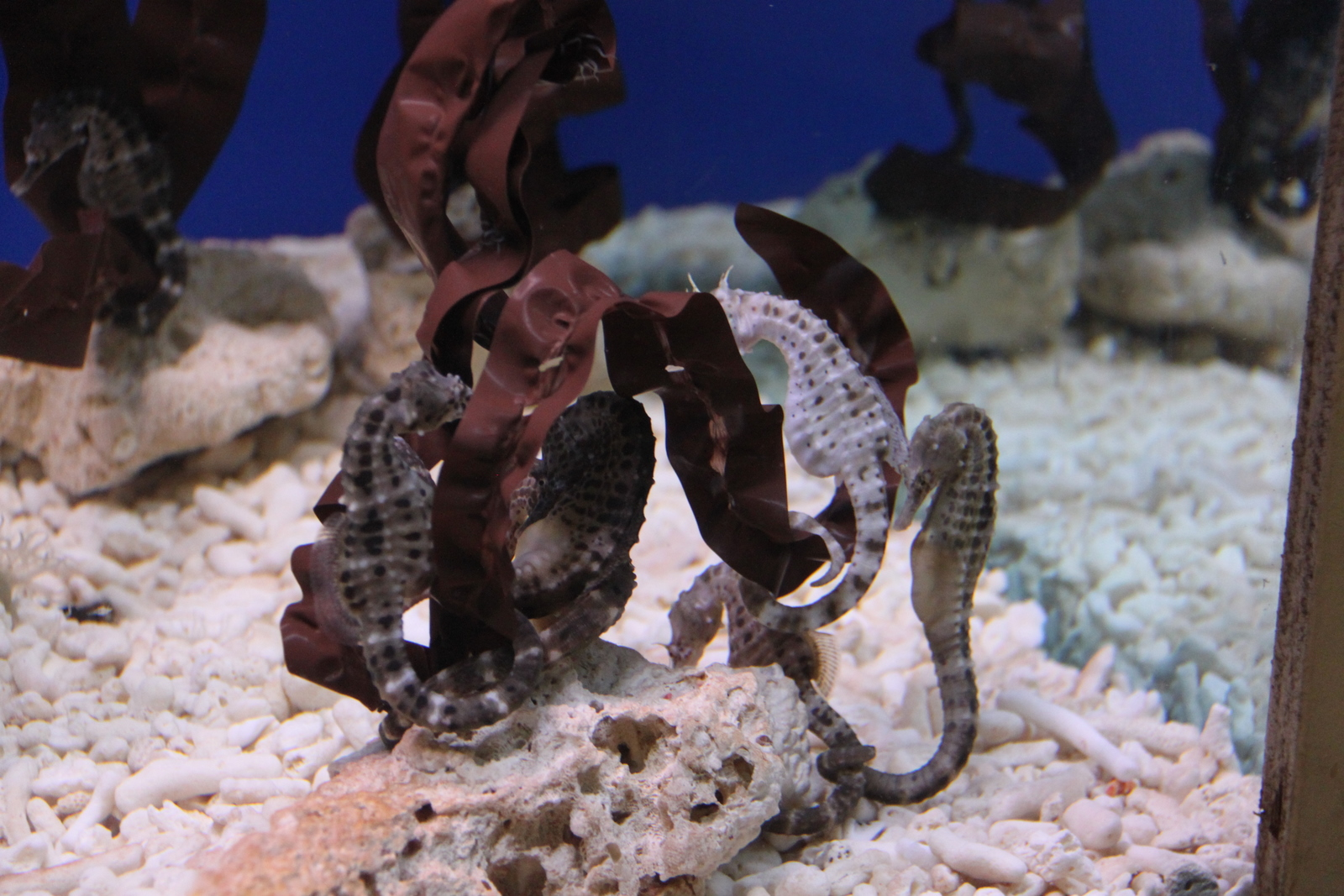
Hippocampus al Sea Life Centre